# スペイン領サハラ

スペイン領サハラ
Sahara Español（スペイン語）
صحراء الاسبانية（アラビア語）

国歌: Marcha Real（スペイン語）
国王行進曲

緑：スペイン領サハラ
灰：その他のスペイン植民地
黒：スペイン

北アフリカへのスペインの関与を示す地図

スペイン領サハラ（スペインりょうサハラ、スペイン語: Sáhara Español、Sahara Español、アラビア語: صحراء الاسبانية 、ラテン文字表記：Sahra'a al Isbaniya）は、1884年12月26日から1975年11月4日までのスペイン統治下時の西サハラ地域の名称である。この地域はスペイン帝国の最後の象徴であり、モロッコとモーリタニア、現地の住民の主張だけではなく、主に国際連合による植民地化解決への国際的な圧力によって放棄された。なお、主権は現在紛争下にある。また、人口は9万4000人（1974年）、面積は26万6000平方キロメートルであった（この面積は現在も変わっていない）。

## 植民地化
1884年にスペインは現在の西サハラの沿岸地帯をベルリン会議によって与えられて交易を確立し、軍事的な進出を始めた。1886年の夏に貿易地理（Sociedad Española de Geografía Comercial）のスペイン社会の援助を受け、ジュリオ・セルベラ・ハビエラ、フェリペ・リッツォ（1823年-1908年）、フランシスコ・キローガ（1853年-1894年）はリオ・デ・オロの植民地へ行き、地誌学者の間で特徴が辛うじて知られていたそこで、地誌学的・天文学的な観察を行った。これはサハラにおける最初の科学的な調査と考えられる。
この地域の境は20世紀初期にスペインとフランスの間で条約が締結されるまでは明確に決まっていなかった。1924年にスペイン領サハラはスペインの領土からリオ・デ・オロとサギア・エル・ハムラで作られた。これは一部ではなく、スペイン領モロッコからは別々に統治されていた。1884年にこの地域に入ると、スペインはすぐにサハラ人先住民部族から挑戦された。1904年のスマラを基盤とするマラブー、シャイフのマール・アイナインの強力な反乱はフランスによって1910年に鎮圧されたものの、マール・アイナインの息子・孫・他の政治指導者による反乱の波に引き継がれた。

## 近代史
部族の反乱により、スペインは1934年までに国の内部を支配するのは難しいと知った。1956年の独立に伴い、モロッコは旧植民地として西サハラを請求した。1957年にモロッコ解放軍は、イフニ戦争の間にスペイン領西サハラの北にあるシディ・イフニのほとんどを占領した。スペインはカナリア諸島から落下傘兵連隊を送り、退けることができた。 フランス援助をうけ、脅かされていたスペイン領サハラを含む全体に支配が再確立された。その後、いくつかの懲罰的行動が将来の軍事的行動を防ぐため実行された。 スペイン領サハラの以前の遊牧ベドウィンは特定の地域に定住するよう強要され、町と村の都市化が加速した。他の部族はモロッコへの亡命を余儀無くされた。同じ年、スペインはスペイン領サハラ県を形成するためサギア・エル・ハムラとリオ・デ・オロを統合し、タルファヤとタンタンをモロッコへ割譲した。
1960年代にモロッコはスペイン領サハラへの主張を続け、返還されるリストに載るようにすることに成功した。1961年4月19日にスペイン領サハラがスペインのアフリカの海外県Provincia del Saharaとなり、スペインの51番の県にもなった。1969年にモロッコ内にある同じ1958年よりスペインの海外県にもなっていたイフニ県を返還した。
1970年のゼムラ蜂起の弾圧後にサハラ人ナショナリズムは好戦的に回帰し、1973年にポリサリオ戦線を結成した。この戦線のゲリラ軍は急速に成長し、1975年前半にスペインは地方の支配を失うこととなった。政治的なライバルを作ることによってポリサリオ戦線の力を削ぐ試みである、サハラウィー国民連合党（PUNS)は少しの成功しか収められなかった。
スペインはサハラウィー人の指導者に大まかに基づく政治制度のDjema'aを設定することにより、共通した部族の指導者を立てようとした。
1975年の冬のフランシスコ・フランコ死亡の直前には、スペインはモロッコとモーリタニアからの緑の行進で最盛期を迎えた激しい領土要求運動に直面していた。スペインは1975年の3カ国間のマドリード協定の合意後、地域から軍と入植者を引き上げた。モーリタニアはポリサリオ戦線に対する戦いに失敗した後、1979年8月にティリス・アル・ガルビーヤを放棄している。停戦が1991年に効果を発揮したものの、モロッコはアルジェリアの支援を受けるポリサリオ戦線との戦いを封じた。未だ統治権は紛争下にある。

## 現在の状況
国際連合とPKOはサハラウィー人の間で独立に関する住民投票を実施しようとしているが、未だ実施されていない。アフリカ連合と約81ヶ国は支配されてはいるものの、ポリサリオ戦線を背景にもつサハラ・アラブ民主共和国下の状態にあると見なしている。

## 基礎情報
| 当時の旗と紋章。 |
| ---------------- |

現在とは異なり宗主国のスペインが存在したため、西サハラへの旅行は可能であった。治安も現在に比べれば安定しており、ビザを取得すれば渡航も比較的容易であった。なお行く場合では種痘予防の接種などが必要となる。ちなみに最短ルートは、スペイン本国を経由して航空便で向かうルートであった。

### 人口
| 統計年 | 人口   |
| ------ | ------ |
| 1950年 | 14,000 |
| 1960年 | 33,000 |
| 1972年 | 50,000 |
| 1974年 | 94,000 |

人口は戦後に当たる1950年では1万人程度だったが、1974年では9万人に増えている。スペイン放棄後の2010年では50万人を超えたと推測されており、現在も紛争地域だが増加中である。

### 住民
1972年のデータでは55パーセントを遊牧民ハム人とアラブ人が占め、スペイン人が27パーセント、その他が18パーセントという民族構成となっている。主要言語はスペイン語・アラビア語・ベルベル語などで、宗教はイスラム教・キリスト教（カトリック）が中心である。

### 経済
国民総生産は1969年のデータでは1300万ドルであり、1人当たりの国民所得は210ドルと非常に困窮していたことが窺える。輸出はわずかな観光収入程度であり、主要輸出品も無く輸出額はごくわずかで、輸入額は550万ドルである。

### 産業
キビ・なつめやし・家畜・魚が主な産業である。これらは西サハラで自給的に消費され、輸出余力はほぼ無い。一方で資源として燐酸塩と石油などがある。1963年に西サハラで燐酸塩が発見され、他にも石油などが埋蔵されていると考えられている。また、リオ・デ・オロではリン鉱床が存在する。しかしスペインは約2億ドル以上かけて燐酸塩の採掘・加工・輸送の設備の整備を行ったが、1972年時点では採掘はされていない。また外国資本の試掘も1968年以降行われていない。石油は現在に至るまで少量の生産に留まっている。

### 政治
1972年時点ではスペイン議会に海外州として3人の議員を送っており、西サハラの地方議会も存在する。しかし行政はスペイン陸軍が行っており、将軍が事実上の元首でもあった。当時の将軍はフェルナンド・サンチアゴである。